# Casa de La Estrella
El Museo Casa de La Estrella es una de las casas más antiguas de la ciudad de Valencia, Venezuela, la cual posee un inmenso valor histórico para la ciudad y para el país por los diversos eventos en los que estuvo inmersa y las distintas modalidades que ha asumido desde su construcción.
Ubicado en la calle Colombia cruce con la avenida Soublette, actualmente funciona como un museo y biblioteca donde se exhiben objetos importantes de distintas épocas de su historia, realizándose ocasionalmente exposiciones y eventos culturales variados. En 1980 es declarado Monumento Histórico Nacional según Gaceta Oficial N.º 31.930.

## Historia
Fue construida por los españoles en el año 1664 para el funcionamiento del Hospital San Antonio de Padua, por esa razón su estructura sigue fielmente el modelo previsto para los hospitales de la época colonial, conforme con el Sacro Concilio de Trento. Su nombre de Casa de La Estrella surge en referencia a un local llamado “La Estrella Roja” ubicado en la esquina opuesta de la calle donde se ubica, permitiendo una referencia estable ante lo que fue una locación de propósitos variados dependiendo del momento histórico.
De acuerdo a las descripciones documentales de finales del siglo XVIII y principios del siglo XIX, el hospital tenía una capilla a la cual se podía acceder desde la calle, así como también desde el Salón Principal (o Salón de los enfermos) donde los pacientes podían asistir a misa sin tener que dejar sus camas. En la parte 'oeste' del hospital se encontraban las habitaciones, y en el ala 'este' existía un corredor que se comunicaba con el cementerio ubicado al 'sur' de la edificación.
Desde mediados del siglo XIX y mediados del siglo XX el hospital pasó a ser sede el Congreso de la República, centro de estudios de distintos niveles, colegio nacional y finalmente un museo. 

### sigloXIX
El 9 de enero de 1812, el Congreso de lo que en ese entonces se conocía como los "Estados Unidos de Venezuela" acordó desde la ciudad de Caracas que la capital de la República fuese la ciudad de Valencia, teniendo como sede de dicho congreso a la Casa de La Estrella a partir del 15 de febrero de 1812. Poco tiempo después se establecieron en la ciudad los otros dos poderes creados por la Constitución de la época, teniendo por ejemplo al Poder Ejecutivo funcionando en una propiedad de Miguel Ignacio Malpica.
Cuando las tropas realistas del general Domingo de Monteverde establecieron su cuartel en la ciudad, el Congreso se disolvió. El libro contentivo de las actas relativas a la independencia fueron entregadas a una familia valenciana para su custodia, fecha a partir de la cual los documentos cayeron en el olvido y se creyeron perdidas, hasta su re-descubrimiento el 25 de octubre de 1907 en la residencia de María Josefa de Navas Spínola, acorde a lo relatado por el cronista de la ciudad, Don Guillermo Mujica Sevilla:

En este último año (1907), en la casa de la viuda del Ingeniero Navas Spínola (Parroquia La Candelaria) fue encontrado el acta original en varios libros empastados que abarcaban actas elaboradas por el Congreso de 1811. Según se dice, estos libros fueron guardados o escondidos en Valencia a raíz de la clausura del Congreso de 1811-1812. Este congreso se clausuró en Valencia debido a las acciones guerreras del oficial español Domingo Monteverde, quien fue ocupando progresivamente las recién liberadas ciudades; además, el terremoto de 1812 fue un factor importante en la clausura del congreso. Poco se ha divulgado que el congreso que declaró la Independencia de 1811 continuó sus deliberaciones en Valencia, donde, según acabamos de decir, clausuró sus sesiones en 1812. Los libros que contenían el Acta de Independencia fueron guardados en Valencia hasta 1907, cuando gracias a la gestión de González Guinán junto con el doctor Ricardo Smith fueron hallados en la casa de la señora de Navas Spínola. El doctor Francisco González Guinán entregó este libro al presidente Cipriano Castro por intermedio del presidente del estado Carabobo, doctor Samuel Niño. En acto brillante con la colaboración activa de varias personas, fueron entregados estos libros al pueblo valenciano para su conservación en nuestra Casa de la Estrella, sede del Congreso de 1812.

El 13 de enero de 1830 el General José Antonio Páez, como Jefe Civil y Militar de una Venezuela aún integrada a la Gran Colombia, convocó a un Congreso Constituyente por el creciente y continuo distanciamiento con el Gobierno Central localizado en Bogotá. Dicho Congreso tuvo lugar en Valencia del 6 de mayo y el 14 de octubre de 1830, el cual culminó con la creación de la República de Venezuela y el establecimiento de la ciudad como capital. La elección de la ciudad, residencia de Páez al momento de la realización del Congreso, tuvo también que ver con los hechos ocurridos entre 1826 y 1829, origen del movimiento conocido como “ La Cosiata”. 
- En 1833 el General José Antonio Páez, Presidente de la República de Venezuela, decreta la instalación de "Colegio Nacional de Valencia" en lo que fue hasta el momento la sede el Congreso de la República.
- 1852: El Colegio Nacional pasa a ser llamado "Colegio de Estudios Superiores" y se abren allí diversas facultades, como la de Ciencias Políticas, Medicinas, Matemática, Ecresiasticas y Filosofía.
- 1883: El General Antonio Guzmán Blanco eleva el "Colegio de Estudios Superiores" a "Colegio Federal de Primera Categoría", mudándose su sede al Convento de San Francisco el cual había cesado sus funciones hacía más de medio siglo.

### sigloXX
- 1936: Se convierte en sede de la Casa del Niño
- 1970: El Hospital Oncológico de Carabobo usa la casa como núcleo para la prestación de sus servicios.
- 1980: Comienza a funcionar como Centro de Historia del Estado, y posteriormente se declara la casa como Monumento Histórico Nacional según Gaceta Oficial N.º 31.930 del 25 de febrero de 1980.
- 1999: La casa pasa a ser museo de historia.

## Decisiones más importantes del Congreso
- Separación de Venezuela de la Gran Colombia
- Manumisión de la Esclavitud, haciendo libres a los hijos de los esclavos
- Abolición de la Inquisición, acabando con la discriminación ideológica.
- Designación y juramentación de José Antonio Páez como presidente provisional de la República
- Aprobación de la nueva Constitución de Venezuela
- Designación del General José Tadeo Monagas (general) como comisionado del Congreso y del Poder Ejecutivo para combatir a la rebelión separatista en la provincia de Caracas.
- Aprobación de amnistía para quienes participaron en la rebelión
- Decreto de prohibición de entrada a Venezuela a los seguidores de Simón Bolívar
- Amnistía para los participantes en el atentado contra Simón Bolívar